# (2818) Juvenalis
(2818) Juvenalis ist ein Asteroid des Hauptgürtels, der am 24. September 1960 vom niederländischen Forscherteam Cornelis Johannes van Houten, Ingrid van Houten-Groeneveld und Tom Gehrels im Rahmen des Palomar-Leiden-Surveys entdeckt wurde. 
Der Name des Asteroiden ist von dem römischen Satiriker Juvenal abgeleitet.